# Kamienka (obwód penzeński)
Kamienka – miasto w Rosji, w obwodzie penzeńskim, 80 km na zachód od Penzy. W 2009 liczyło 39 046 mieszkańców.